# Ондич
44°28′ пн. ш. 15°47′ сх. д. / 44.47° пн. ш. 15.78° сх. д.
Ондич (хорв. Ondić) — населений пункт у Хорватії, у Лицько-Сенській жупанії у складі громади Удбина.

## Населення
Населення за даними перепису 2011 року становило 40 осіб.
Динаміка чисельності населення поселення:

## Клімат
Середня річна температура становить 8,43 °C, середня максимальна – 22,52 °C, а середня мінімальна – -7,60 °C. Середня річна кількість опадів – 1236 мм.
| Клімат поселення                              | Клімат поселення | Клімат поселення | Клімат поселення | Клімат поселення | Клімат поселення | Клімат поселення | Клімат поселення | Клімат поселення | Клімат поселення | Клімат поселення | Клімат поселення | Клімат поселення | Клімат поселення |
| Показник                                      | Січ.             | Лют.             | Бер.             | Квіт.            | Трав.            | Черв.            | Лип.             | Серп.            | Вер.             | Жовт.            | Лист.            | Груд.            |                  |
| Середній максимум, °C                         | 5,58             | 6,82             | 10,10            | 14,24            | 18,97            | 22,26            | 22,52            | 22,43            | 18,10            | 13,69            | 8,62             | 4,46             |                  |
| Середня температура, °C                       | −1,01            | 0,22             | 3,51             | 7,64             | 12,37            | 15,67            | 18,00            | 17,90            | 13,59            | 9,18             | 4,08             | −0,06            |                  |
| Середній мінімум, °C                          | −7,6             | −6,36            | −3,09            | 1,06             | 5,78             | 9,08             | 13,48            | 13,39            | 9,07             | 4,64             | −0,44            | −4,58            |                  |
| Норма опадів, мм                              | 90               | 92               | 94               | 105              | 92               | 91               | 65               | 80               | 118              | 132              | 153              | 124              |                  |
| Середньомісячна швидкість вітру, м/с          | 2.24             | 2.37             | 2.55             | 2.50             | 2.27             | 2.04             | 2.02             | 1.91             | 2.04             | 2.17             | 2.43             | 2.49             |                  |
| Середньомісячна сонячна радіація, кДж/м²·день | 4766             | 7387             | 10949            | 15392            | 19439            | 21608            | 23318            | 20120            | 14911            | 9616             | 5183             | 3928             |                  |
| --------------------------------------------- | ---------------- | ---------------- | ---------------- | ---------------- | ---------------- | ---------------- | ---------------- | ---------------- | ---------------- | ---------------- | ---------------- | ---------------- | ---------------- |
| Джерело:                                      |                  |                  |                  |                  |                  |                  |                  |                  |                  |                  |                  |                  |                  |